# San Giovanni - L'apocalisse
San Giovanni - L'apocalisse è un film per la televisione del 2002, diretto da Raffaele Mertes, e tratto dall'ultimo libro della Bibbia: l'Apocalisse di Giovanni. Questo film chiude la collana Le storie della Bibbia, che complessivamente comprende 21 episodi.

## Trama
90 d.C. Sessant'anni dopo l'ascensione di Gesù e trent'anni dopo il martirio di Pietro e Paolo, il Cristianesimo si è diffuso anche a Roma, ma la religione pagana rimane quella dominante; da un decennio l'imperatore romano è il depravato e perfido Domiziano che, proprio come il predecessore Nerone anni prima, perseguita ed uccide i cristiani. La situazione peggiora quando Domiziano, in aggiunta agli dei pagani di Roma, si proclama egli stesso divino davanti al senato e, sei anni dopo, ordina al generale Quinto di uccidere tutti i cristiani nelle sue province d'Asia Minore, poiché corre voce che sia ancora vivo Giovanni, il più giovane e l'ultimo degli apostoli e degli evangelisti, che (insieme al fratello suo Giacomo, che prima era pescatore con lui e Pietro) sono stati uccisi tutti, nonché quello preferito tra i dodici, che, oltre mezzo secolo prima, scapparono tutti alla crocifissione di Gesù, mentre lui fu l'unico che rimase a guardare il Maestro mentre moriva.
Ai cristiani viene concesso un ultimatum: hanno un mese di tempo per riconoscere Domiziano come divinità, o moriranno. L'ultraottantenne Giovanni, intanto, è prigioniero nella miniera romana di Patmos, in Grecia, come cristiano sotto il falso nome di Teofilo: solo lo scriba Demetrio, fedele cristiano incarcerato ai lavori forzati, sa la sua vera identità e ha scritto le informazioni che lui detta nel suo Vangelo e nelle lettere, oltre a fargli compagnia dopo la morte di Maria, madre di Gesù, che venne affidata a lui sessant'anni prima dal Maestro, prima che quest'ultimo morisse sulla croce. Giovanni comincia ad avere le sue visioni celestiali, grazie alle quali scriverà il libro che contiene le rivelazioni sulla fine del mondo e sul "futuro dell'umanità", l'Apocalisse.
A Efeso, nell'Asia Minore, i cristiani della neonata chiesa della città sono spaventati dal fatto che tra un mese moriranno, anche se alcuni consigliano di adorare Domiziano, come Eracle, che però si ricrede e chiede consiglio a Gaio, capo della chiesa efesina. In quel momento Irene, una ragazza cristiana diciottenne, porta con suo fratello Ionico una lettera di Giovanni da Patmos. Con gioia, Eracle e Gaio scoprono che è ancora vivo, ma il fidanzato diciottenne di Irene, Valerio, è una spia di Domiziano, oltre ad essere figlio adottivo del generale Quinto. Il ragazzo rivela all'imperatore che Giovanni è ancora vivo e così Quinto dovrà recarsi ad Efeso e nella Grecia per cercare l'apostolo e ucciderlo, ma un irato Domiziano gli ordina di uccidere il figlio adottivo Valerio, se ciò fosse una menzogna; così il generale viene nominato governatore ad Efeso al posto del sadico Corvo, il quale viene mandato proprio sull'isola di Patmos a schiavizzare i prigionieri della miniera. Quinto manda Valerio come finto prigioniero dove aveva detto il ragazzo, a Patmos, per cercare Giovanni. Valerio non vuole ma accetta, poiché ha sempre ammirato il generale, che lo ha salvato quando aveva tre anni, mentre i suoi genitori cristiani furono uccisi da Domiziano che era appena salito al potere. Anche Irene va a Patmos con Ionico per conoscere Teofilo, il quale sa molto su Giovanni, anche se in realtà lui è l'apostolo stesso.
Giovanni, intanto, nelle sue visioni dell'Apocalisse con Demetrio, molto simili ad un sogno, si trova in Paradiso e rivede Gesù che gli mostra le cose che accadranno in futuro: egli vede per prima cosa 24 re in candide vesti, poi un leone nel fuoco, le acque marine, la sabbia con un toro fatto di essa e i venti che benedicono e sono benedetti; poi vede una pergamena a trono con sette sigilli equivalenti ai sette momenti della vita (il passato, il presente, il futuro, la vita, la verità, ecc.), ma viene detto a Giovanni che dovrà aspettare per vederli; in quel momento la visione svanisce ed egli si risveglia a Patmos con Demetrio.
Valerio, portando un foglio con un pesce, simbolo dei cristiani, giunge all'isola con Ionico e Irene, registrato da Giovanni, che egli scambia per Teofilo e non lo uccide. Irene vuole che Teofilo le dica dove sia Giovanni, affinché aiuti la chiesa di Efeso, poiché in essa tutti cominciano a dubitare di Giovanni, specialmente Eracle, ma Gaio incoraggia tutti ad aver fede. I prigionieri nella miniera di Patmos stanno intanto scavando un passaggio segreto per evadere; tra questi c'è Valerio, il quale sta cominciando a pentirsi di voler uccidere Giovanni, commuovendosi per i prigionieri deportati: viene frustato e chiuso in una gabbia per aver steso una guardia che molestava un prigioniero anziano, Sostene. Giovanni gli dà conforto passandogli il cibo attraverso la gabbia, dicendo che se è buono con lui è perché è un buon cristiano, così Valerio vorrebbe davvero seguire il Cristianesimo, capendo anche che lui è Giovanni.
L'apostolo ha una nuova visione di notte: l'agnello Gesù trionfante seduto sotto la pergamena dei sette sigilli, che lui stesso aprirà; una volta aperto il primo sigillo si vede il cavaliere Gesù alla fine del mondo mentre sconfigge la morte; aperto il secondo si vede il cavaliere Guerra che permette agli altri di uccidersi a vicenda (Giovanni vede, infatti, le guerre in futuro, come le crociate, la Seconda Guerra mondiale e gli attentati del 2001); aperto il terzo sigillo si vede il cavaliere nero che sparge per il mondo l'ingiustizia sociale; aperto il quarto sigillo si vede un cavaliere verde, il peggiore di tutti, che porta direttamente alla morte non sconfitta, e solo chi confida nella fede e nel coraggio si può salvare. La visione svanisce e Giovanni comincia a far scrivere tutto a Demetrio sull'Apocalisse.
Un mese concesso da Domiziano sta per scadere e molti cristiani decidono di lasciare Efeso, compreso Eracle, per sfuggire alla condanna, tranne Gaio che dice ad Irene di trovare subito Giovanni a Patmos. Essa vi giunge e vede imprigionato l'amato Valerio, mentre mancano due giorni all'evasione tramite il passaggio segreto nella miniera. Demetrio, quando Irene non trova l'apostolo che conosceva da piccola e piange, si decide a rivelare tutto a lei sul fatto che Teofilo sia in realtà Giovanni. Lei abbraccia l'apostolo e gli rivela che ha un piano per far fuggire tutti i cristiani e non da Patmos, ma lui rifiuta. Corvo spadroneggia sempre di più alla miniera sui prigionieri, che decidono di scappare al più presto, guidati da Marcello. Anche Giovanni viene frustato da Corvo e rinchiuso nella gabbia.
Domiziano, affinché non si parli più di Giovanni vivo, fa mettere a ferro e fuoco Efeso e la sua provincia, uccidendo, davanti a Irene e Gaio, uomini, anziani, donne e bambini cristiani; un massacro davanti al quale anche Quinto, costretto a inviare i soldati da Roma pena la vita di Valerio, rimane dispiaciuto, avendo giudicato gli ordini dell'imperatore come pura follia, dato che l'ultimatum non era ancora scaduto. Inoltre, a Patmos Corvo ha scoperto la mappa dell'isola, fatta dai prigionieri per fuggire, e la distrugge, riducendo le razioni di cibo a tutti.
Giovanni ha un'altra visione in cui Gesù apre il quinto sigillo e lì si vede il sangue dei cristiani che esce dal fuoco con vicino Sostene, discepolo dell'apostolo Paolo e prigioniero con lui sull'isola. Proprio la mattina dopo, infatti, nella miniera Sostene muore e allora i prigionieri si ribellano e decidono di scappare dal passaggio segreto. Ma i romani hanno scoperto il loro piano e sbarrano l'uscita, facendo franare la grotta della miniera addosso a loro e uccidendoli sotto ordine di Corvo, che dice che l'ultimatum scadrà tra due giorni.
Demetrio sta per finire di scrivere l'Apocalisse dettata da Giovanni, che in una quarta visione trova in cielo Gesù che apre il sesto sigillo e mostra i beati, i martiri e quelli che hanno vissuto secondo le sue beatitudini; nell'aprire il settimo ed ultimo sigillo tutti s'inchinano davanti alla pergamena estesa completamente, per essere giudicati da Gesù nel Giudizio Universale. Intanto Irene e Ionico tornano da Efeso sull'isola e liberano Valerio, convertitosi al Cristianesimo, e Giovanni, scappando tutti insieme con Demetrio e gli altri prigionieri dalla miniera, coperti da una guardia. Ma Corvo li scopre e ordina di farli uccidere tutti. Ne nasce un massacro, nel quale Demetrio rimane ucciso da Corvo.
Nel frattempo Giovanni, nella sua quinta visione, vede Gesù bruciare la pergamena con i sette sigilli dai quali escono sette angeli che con le trombe annunciano il Giudizio Universale e la fine del mondo tra duemila o tremila anni, chi annuncia con la tromba gli incendi, chi i terremoti, chi le eruzioni, chi il meteorite che si schianta sulla Terra in mare; mentre si trova in mare, Giovanni vede una donna vestita da sposa che salva il suo bambino portandolo in cielo, mentre lei scappa da una nuvola nera sulla spiaggia; alla fine si salva da essa e vede il cavaliere Gesù bianco che sconfigge il male con la fine del mondo.
Giovanni si riprende dalla visione il giorno dopo, quando l'ultimatum di Domiziano è scaduto, e vede Corvo marciare con Ionico, Marcello e tutti i prigionieri cristiani appena catturati. Valerio affronta Corvo e, per non farsi uccidere, dice la verità: egli è stato mandato da Quinto, vero governatore di Efeso, come spia. Così i soldati di Corvo lo lasciano in pace e non intervengono nell'arrestarlo. Corvo tenta di ucciderlo da solo, ma viene ucciso dai suoi soldati, poiché essi hanno paura di Domiziano, ma sono fedeli a Quinto. Irene capisce che Valerio le ha mentito ed è stato una spia in passato, ma egli dice che si è realmente convertito adesso; però, oramai viene scoperta anche lei e arrestata insieme a Giovanni e a Valerio, che ha dichiarato di essere cristiano e di essere pronto a morire assieme agli altri, alla donna che ama e all'apostolo, l'uomo che gli ha cambiato la vita. Ma non appena arriva Quinto, su una nave imperiale, porta una notizia da Roma: c'è stata una congiura dei senatori e, proprio come Nerone, Domiziano è stato ucciso; il nuovo imperatore è Nerva, il quale, molto tollerante di altre religioni, ha decretato l'amnistia per tutti i prigionieri dell'Impero, e, finché egli vivrà, non ci saranno più le persecuzioni contro cristiani o giudei della Palestina e dell'Asia Minore.
Dunque loro sono tutti liberi, Quinto si riconcilia con Valerio, il quale viene perdonato da Irene, che ammira il suo coraggio come il padre adottivo; Giovanni, ormai scarcerato, rivela senza problemi il suo vero nome a Quinto, il quale gli sorride e sembra voler diventare anche lui cristiano. Valerio diventa il nuovo scriba di Giovanni che, durante il suo riposo definitivo ad Efeso e dopo aver celebrato il matrimonio tra lui e Irene, gli detta le ultime parole dell'Apocalisse: dopo la fine del mondo e la seconda venuta di Gesù fra tremila anni, ci sarà un nuovo paradiso per tutti, una nuova Gerusalemme sospesa tra le nuvole vicino al monte con l'acqua della vita, e le persone beate saranno rappresentate da una donna, sposa di Gesù. Quasi due anni dopo, ancora libero e felice e ancora con l'imperatore Nerva, all'inizio dell'età d'oro di Roma prima del 100, Giovanni, ormai molto anziano e unico apostolo non martire, muore sotto gli occhi di Gaio, Eracle, Irene, Valerio, Marcello, Ionico, Quinto e tutti quelli che ha conosciuto, vedendo il Paradiso e dando fine all'era apostolica, all'Apocalisse, al Nuovo Testamento e alla Bibbia in totale, testo sacro dei cristiani ormai completo.

## Ascolti
| n° | Prima TV Italia  | Telespettatori | Share  |
| -- | ---------------- | -------------- | ------ |
| 1  | 10 dicembre 2002 | 8 262 000      | 29,74% |